# 中西书局
上海中西书局，原名上海百家出版社、上海世界书局，成立于1987年。

## 历史
1987年，上海百家出版社成立。2010年，百家出版社在北京宣布更名为上海世界書局，隸屬于上海文藝出版集團。该书局重张后的首个重点出版项目是《清華大學藏戰國竹簡》第一冊。不久，上海世界书局更名为上海中西书局，成为上海辞书出版社的副牌，其总编辑也是汉语大词典编纂处主任和上海辞书出版社总编辑。